# 半自动变速器

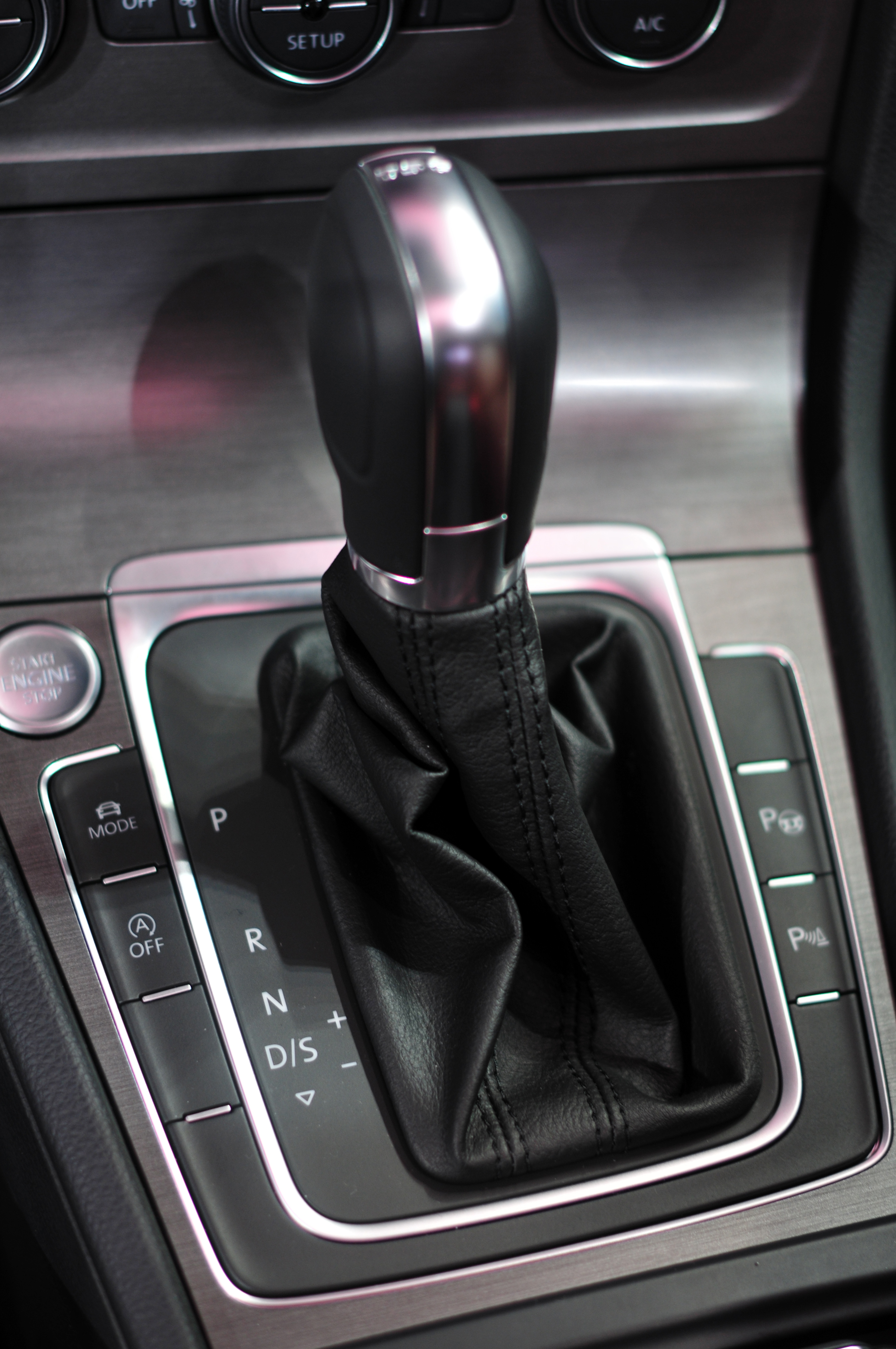
第七代福斯Golf的自排變速箱，可切換為+/-半自動變速箱

半自動變速箱（英語：Semi-Automatic Transmission），是可以自動換挡的手排變速箱，是车用变速器的一种，可在驾驶员的操縱下，通过电子传感器、处理器和执行器来换挡。驾驶员无須像驾驶手动变速器汽车那样在换挡前踩离合器踏板，因为离合器在电子设备的驱动下能自动选择适当的换挡时刻和换挡力矩，快速平稳地转换挡位。
半自動變速箱包含單離合器的自動手排變速箱和雙離合器的雙離合器變速箱。單離合器的自動手排變速箱構造簡單，但最大的缺點在於換挡衝擊。與之原理類似的雙離合器變速箱，換挡衝擊則是大大降低，但卻多了重量變重及可靠度較低的問題。

## 原理
在标准大规模生产的汽车中，半自动变速器拥有的基本機械構造类似于手动变速器，變速箱裏面仍為傳統手排構造的離合器則由電腦操控，駕駛人只需換挡不需管離合器，但其換挡方式不同于手动变速器排挡桿前後移動來升挡或降挡的“H”型挡位。如F1赛车采用一种改良后的半自动变速器，其换挡操作通过方向盘后的两个换挡键来实现——按右边的换挡键升入高挡，按左边的换挡键降入低挡。少數轿车，如90年代初期的法拉利Mondial、第一代Renault Twingo和90年代的SAAB 900配备了类似的换挡装置。後來又演進出既免踩離合器且換檔也由電腦控制的全自動自動手排變速箱，而此種變速箱最早則出現在義大利法拉利跑車和愛快羅密歐156車款。
霍尔传感器感知换挡请求，同时变速器内还有一个传感器接收当前车速及已选定挡位等信息。车辆的各种即时信号传入车载CPU中，这些信号除上述两种传感器信号外还包括发动机转速，电子稳定控制系统，空调，仪表盘设备等。CPU则按照换挡平顺性的要求，选择最佳的换挡时刻及换挡力矩。

## 內部連結
- 变速器
- 自动变速器
- 手动变速器
- 排檔桿